# Hara Hiroshi (Botaniker)
Hara Hiroshi (jap. 原 寛; * 5. Januar 1911 in Tokio; † 24. September 1986) war ein japanischer Botaniker. Sein offizielles botanisches Autorenkürzel lautet „H.Hara“.

## Leben
Haras Vater hatte den Stand eines Barons und war Vorsitzender des Sūmitsu-in (Staatsrat) im Japanischen Kaiserreich. Als einziger Sohn erbte Hara 1944 den Titel seines Vaters, musste ihn aber kurz danach abgeben, als mit der Verabschiedung der Japanischen Verfassung die Adelstitel (Kazoku) abgeschafft wurden.
Schon als Kind entwickelte er eine Vorliebe für Pflanzen und studierte an der Universität Tokio Botanik. Schon im Studium konnte er eine Reihe von wissenschaftlichen Publikationen zur Flora von Karuizawa veröffentlichen. Er fokussierte seine Forschungen auf die Steinbrechgewächse (Saxifragaceae) und konnte 1939 eine Monografie dazu, im dritten Band der Nova Flora Japonica, veröffentlichen.
1934 schloss er sein Studium ab und blieb an der Universität, zuerst als Assistent, von 1942 bis 1944 als Dozent, danach bis 1957 als Außerordentlicher Professor, und danach als Ordentlicher Professor. 1971 wurde er emeritiert.
Von 1938 bis 1940 besuchte er die Harvard University. In den 60er Jahren unternahm er insgesamt acht Forschungsreisen in den östlichen Himalaya und veröffentlichte drei Bänder eines Florenwerks über Nepal. In den 80er Jahren verlegt er sich auf Forschungsreisen in die Volksrepublik China. 1983 veröffentlichte er eine Monografie zu den Geißblattgewächsen (Caprifoliaceae).
Er erstbeschrieb insgesamt über 500 neue Arten. 1984 erkrankte er an Muskeldystrophie, woran er 1986 verstarb.

## Ehrungen
Nach ihm ist die Pflanzengattung Harashuteria K.Ohashi & H.Ohashi aus der Familie der Hülsenfrüchtler (Fabaceae) benannt.